# Stay 4ever
Stay 4ever è un singolo del cantante canadese Powfu pubblicato il 9 ottobre 2020.

## Tracce
1. Stay 4ever – 2:24